# Last minute (film)
Last minute – polski film fabularny z 2013 roku w reżyserii Patryka Vegi. Film wyprodukowano w 2012 roku, a premiera odbyła się 22 lutego 2013.

## Tytuł
Tytuł filmu nawiązuje do oferty biura podróży typu „last minute”.

## Obsada
- Wojciech Mecwaldowski – Tomasz, owdowiały ojciec dwojga dzieci
- Klaudia Halejcio – Dominika, córka Tomasza
- Olaf Marchwicki – Bartuś, syn Tomasza
- Aldona Jankowska – Krystyna, matka Tomasza
- Anna Szarek – Natalia Wis, licealna miłość Tomasza
- Bartłomiej Świderski – narzeczony Natalii
- Jarosław Boberek – głos prowadzącego audycję radiową
- Otar Saralidze – Ahmed, syn właściciela hotelu

## Fabuła
Wygrana wycieczka do Egiptu miała być dla Tomka, jego pełnej energii matki (byłej policjantki), nastoletniej córki i sprytnego syna przygodą życia. Tymczasem na lotnisku gubią ich bagaże, w hotelu dają zły pokój, w kuchni nie dają jedzenia, na domiar złego Tomek w hotelowym lobby przypadkowo spotyka licealną miłość z nie odstępującym jej ideałem mężczyzny. Organizator wycieczki plajtuje, konsulat uparcie milczy, a zawartość portfela topnieje w błyskawicznym tempie. Rodzina Tomka, zamiast koczować na lotnisku, postanawia zarobić na bilety powrotne do Polski.

## Produkcja
Zdjęcia do filmu były kręcone w hotelu Utopia World w Turcji (miejscowość Kargicak niedaleko Alanyi). Kilkusekundowe ujęcia bez aktorów (np. w 8., 25.-28., 53.-58. oraz 72. minucie) pokazują plażę hotelu Iberotel Club Fanara & Residence w Szarm el-Szejk, niektóre sceny pokazują też jego wnętrza (lobby, pokój hotelowy i inne); jest także kilka krótkich scen z Kairu i Gizy w Egipcie.
Film miał nosić tytuł Zemsta Faraona albo Klątwa Faraona, jednak po wybuchu skandalu finansowego zdecydowano zmienić tytuł na Last Minute.

## Odbiór
Zwiastun filmu był najchętniej oglądaną zajawką w 2012 roku – przekroczył 1 mln odsłon.
Jakub Popielecki (Filmweb) pisał: „cały film sprawia wrażenie sklejonego w pośpiechu, robionego faktycznie na 'last minute'”.